# Assassination (1987)
Assassination é um filme de ação-thriller lançado em 1987. Sobre um guarda-costas que é atribuído para proteger a Primeira-Dama dos Estados Unidos contra um plano de assassinato.
O filme foi dirigido por Peter R. Hunt e estrelado por Charles Bronson, Jill Ireland, Charles Howerton, Jan Gan Boyd, Stephen Elliott e Chris Alcaide.

## Enredo
Jay Killian (Charles Bronson) é um membro sênior do Serviço Secreto. No dia antes da posse do novo presidente, Killian acaba de voltar de um período de seis meses de licença médica. A ele é dada uma nova missão: proteger a Primeira-Dama, Lara Royce Craig (Jill Ireland).
Sendo altamente qualificado e um veterano do serviço, Killian é estranho que ele não faça parte do grupo nas eleições presidenciais. Para piorar a situação, Lara revela ser uma pessoa extremamente difícil. Ela é arrogante, condescendente, exigente e ela detesta a presença de Killian.
Com a Primeira-Dama fazendo o que ela quer e ignorando todas sugestões de Killian, torna-se evidente que alguém quer Lara morta, especialmente quando um motociclista tenta matá-la.
Uma selvagem aventura acontece quando Killian tenta proteger Lara e pegar o assassino e seu contratante. As tentativas de assassinato podem ter se originado a partir da Casa Branca.

## Elenco
- Charles Bronson , como Jay Killian
- Jill Ireland como Primeira-Dama Lara Royce Craig
- Stephen Elliott como Fitzroy
- Jan Gan Boyd como Charlotte Chang
- Randy Brooks como Tyler Loudermilk
- Erik Stern como Eddie Bracken
- Michael Ansara como Senador Hector Bunsen
- James Staley como a Briggs
- Kathryn Leigh Scott como Polly Sims
- Jim McMullan como O Zíper
- Príncipe William como H. H. Royce
- Charles Howerton como Presidente Calvin
- Chris Alcaide como Chefe de Justiça